# Nanto Bank
Nanto Bank — региональный японский банк, деятельность которого в основном сосредоточена в префектурах Нара и Осака. Также компания располагает филиалами в Гонконге и Шанхае. Штаб-квартира располагается в городе Нара.

## История
Банк был основан 1 июня 1934 года.

## Компания сегодня
Традиционно Nanto Bank работал в префектуре Нара. Однако, в последние годы экономика префектуры переживала застой и всё больше ориентировалась на более успешную соседнюю префектуру Осака. В этой связи Nanto Bank также стал ориентироваться в своей стратегии развития на Осаку. Так, по состоянию на 31 марта 2008 года 20,5 % кредитного портфеля банка приходится на Осаку.
В 2008 году Nanto Bank вошёл в систему регионального банковского партнёрства (Regional Bank Partnership System). Помимо Nanto Bank в системе участвуют Joyo Bank, Hyakujushi Bank, Juroku Bank и Yamaguchi FG. Целью данной программы является сокращение расходов связанных с ведением бухгалтерского учёта, основных банковских операций, а также улучшение уровня сервиса банковских услуг.

## Дочерние компании
- Nanto Credit Guarantee Co., Ltd.
- Nanto Lease Co., Ltd.
- Nanto Computer Service Co., Ltd.
- Nanto DC Card Co., Ltd.
- Nanto Card Services Co., Ltd.
- Nanto Estate Co., Ltd.
- Nanto Asset Research Co., Ltd.
- Nanto Business Service Co., Ltd.
- Nanto Staff Service Co., Ltd.
- Nanto Investment Management Co., Ltd.
- Nanto Preferred Capital Cayman, Ltd.

## Собственники
- The Bank of Tokyo-Mitsubishi UFJ, Ltd. — 4,56 %
- Ассоциация сотрудников акционеров Nanto Bank — 3,21 %
- Meiji Yasuda Life Insurance Co. — 2,9 %
- Japan Trustee Services Bank, Ltd. — 2,60 %
- Tokio Marine and Nichido Fire Insurance Co., Ltd. — 2,21 %
- Sumitomo Life Insurance Co. — 1,92 %
- Nippon Life Insurance Co. — 1,75 %
- Mori Seiki Co., Ltd. — 1,69 %
- Kitamura Forestry Co., Ltd. — 1,44 %
- Daiichi Life Insurance Co. — 1,44 %